# Saison 2021-2022 du Grenoble Foot 38
Maillots
Dernière mise à jour : 16 Mai.
Chronologie
Saison précédente Saison suivante
La saison 2021-2022 du Grenoble Foot 38 est la quatrième année de l'équipe première en championnat de France de football de Ligue 2 depuis son retour dans le monde professionnel. Après avoir terminé à une très belle 4e place et n'être tombé qu'au second tour des barrage face au Toulouse FC (qui lui tombera en barrage L1/L2), le club se retrouve donc engagé en Ligue 2 et en Coupe de France. L'équipe est entraînée par Vincent Hognon après le départ de Maurizio Jacobacci.

## Tableau des transferts
| Nom                   | Nationalité        | Poste     | Transfert       | Provenance/Destination          |
| --------------------- | ------------------ | --------- | --------------- | ------------------------------- |
| Arrivées              |                    |           |                 |                                 |
| Franck Bambock        | Cameroun           | Milieu    | Transfert       | CS Marítimo Primeira Liga       |
| Alex Gersbach         | Australie          | Défenseur | Transfert       | AGF Aarhus Superligaen          |
| Orges Bunjaku         | Suisse             | Milieu    | Transfert       | FC Bâle Super League            |
| Giorgi Kokhreidze     | Géorgie            | Milieu    | Transfert       | FC Saburtalo Erovnuli Liga      |
| Joris Correa          | France             | Attaquant | Transfert       | FC Chambly National             |
| Manuel De Iriondo     | Argentine          | Milieu    | Libre           | Politehnica Iași Liga 1         |
| Yannick Marchand      | Suisse             | Milieu    | Prêt sans OA    | FC Bâle Super League            |
| Terell Ondaan         | Guyana             | Milieu    | Retour de prêt  | NEC Nimègue Eerste Divisie      |
| Kristófer Kristinsson | Islande            | Attaquant | Retour de prêt  | PSV Eindhoven II Eerste Divisie |
| Olivier Boissy        | Sénégal            | Attaquant | 1er contrat pro | Salitas FC Championnat National |
| Souleymane Cissé      | Sénégal            | Milieu    | 1er contrat pro | Grenoble Foot 38 B Régionale 1  |
| Jekob Jeno            | Nouvelle-Calédonie | Milieu    | 1er contrat pro | Amiens SC B Régionale 1         |
| Départs               |                    |           |                 |                                 |
| Charles Pickel        | Suisse             | Milieu    | Transfert       | FC Famalicão Primeira Liga      |
| Moussa Djitté         | Sénégal            | Attaquant | Transfert       | Austin FC MLS                   |
| Kévin Tapoko          | France             | Milieu    | Retour de prêt  | Hapoël Beer-Sheva Ligat HaAl    |
| Willy Semedo          | Cap-Vert           | Attaquant | Libre           | Paphos FC Panchypriote Cyta     |
| Kristófer Kristinsson | Islande            | Attaquant | Libre           | SønderjyskE Superligaen         |
| Terell Ondaan         | Guyana             | Attaquant | Libre           | FC U Craiova Liga I             |
| Jérôme Mombris        | Madagascar         | Défenseur | Libre           | EA Guingamp Ligue 2             |
| Jessy Benet           | France             | Milieu    | Libre           | Amiens SC Ligue 2               |
| Harouna Abou Demba    | Mauritanie         | Défenseur | Libre           | Sans club pour la saison        |

| Nom                | Nationalité | Poste      | Transfert | Provenance/Destination |
| ------------------ | ----------- | ---------- | --------- | ---------------------- |
| Arrivées           |             |            |           |                        |
| Vincent Hognon     | France      | Entraîneur | Libre     | -                      |
| Départs            |             |            |           |                        |
| Maurizio Jacobacci | Italie      | Entraîneur | -         | -                      |

| Nom                  | Nationalité | Poste     | Transfert      | Provenance/Destination            |
| -------------------- | ----------- | --------- | -------------- | --------------------------------- |
| Arrivées             |             |           |                |                                   |
| Abdoulie Sanyang     | Gambie      | Attaquant | Transfert      | Superstars Academy FC             |
| Jordan Tell          | France      | Attaquant | Libre          | Clermont Foot 63 Ligue 1          |
| Axel Ngando          | France      | Milieu    | Libre          | AJ Auxerre Ligue 2                |
| Allan Tchaptchet     | France      | Défenseur | Libre          | Southampton FC B Premier League 2 |
| Départs              |             |           |                |                                   |
| David Henen          | Togo        | Attaquant | Transfert      | KV Courtrai Division 1A           |
| Jules Sylvestre-Brac | France      | Défenseur | Prêt sans OA   | Moulins Yzeure Foot 03 National 2 |
| Chris-Vianney Goteni | France      | Défenseur | Prêt sans OA   | Canet RFC National 2              |
| Yannick Marchand     | Suisse      | Milieu    | Retour de prêt | FC Bâle Super League              |

## Classement
| Rang | Équipe              | Pts | J  | G  | N  | P  | Bp | Bc | Diff |
| ---- | ------------------- | --- | -- | -- | -- | -- | -- | -- | ---- |
| 13   | Chamois niortais FC | 46  | 38 | 12 | 10 | 16 | 39 | 42 | −3   |
| 14   | Amiens SC           | 44  | 38 | 9  | 17 | 12 | 43 | 4  | +39  |
| 15   | Grenoble Foot 38    | 44  | 38 | 12 | 8  | 18 | 32 | 44 | −12  |
| 16   | Valenciennes FC     | 44  | 38 | 10 | 14 | 14 | 34 | 47 | −13  |
| 17   | Rodez AF            | 43  | 38 | 10 | 13 | 15 | 32 | 42 | −10  |

## Statistiques

### Buteurs
|   | Buteur               | L2 | CDF | Total |
| - | -------------------- | -- | --- | ----- |
| 1 | Achille Anani        | 5  | 1   | 6     |
| 2 | Yoric Ravet          | 5  | 0   | 5     |
| 3 | Loïc Nestor          | 4  | 0   | 4     |
| 4 | Abdoulie Sanyang     | 3  | 0   | 3     |
| 4 | Jordan Tell          | 3  | 0   | 3     |
| 6 | Mamadou Diallo       | 2  | 0   | 2     |
| 6 | David Henen          | 2  | 0   | 2     |
| 6 | Jorris Correa        | 2  | 0   | 2     |
| 9 | Abdel Hakim Abdallah | 1  | 0   | 1     |
| 9 | Charles Pickel       | 1  | 0   | 1     |
| 9 | Jules Sylvestre-Brac | 1  | 0   | 1     |
| 9 | Adrien Monfray       | 1  | 0   | 1     |
| 9 | Anthony Belmonte     | 1  | 0   | 1     |
| 9 | Loris Nery           | 1  | 0   | 1     |
| 9 | Olivier Boissy       | 0  | 1   | 1     |
|   | 15 buteurs           | 32 | 2   | 34    |

### Passeurs
|   | Passeur              | L2 | CDF | Total |
| - | -------------------- | -- | --- | ----- |
| 1 | Yoric Ravet          | 4  | 0   | 4     |
| 2 | Abdel Hakim Abdallah | 2  | 1   | 3     |
| 3 | Loris Nery           | 2  | 0   | 2     |
| 3 | Jekob Jeno           | 2  | 0   | 2     |
| 3 | Achille Anani        | 2  | 0   | 2     |
| 3 | Mamadou Diallo       | 2  | 0   | 2     |
| 7 | David Henen          | 1  | 0   | 1     |
| 7 | Alex Gersbach        | 1  | 0   | 1     |
| 7 | Yannick Marchand     | 1  | 0   | 1     |
| 7 | Abdoulie Sanyang     | 1  | 0   | 1     |
| 7 | Adrien Monfray       | 1  | 0   | 1     |
| 7 | Franck-Yves Bambock  | 1  | 0   | 1     |
| 7 | Jordan Tell          | 1  | 0   | 1     |
| 7 | Jordy Gaspar         | 0  | 1   | 1     |
|   | 14 passeurs          | 21 | 2   | 23    |